# スカンソープ
スカンソープ (Scunthorpe) は、イングランド・リンカンシャーにあるタウンである。行政上は単一自治体のノース・リンカンシャーに属し、その中心部分を占めている。2010年の推定人口は72,514人。
スカンソープは工業都市で、イギリス屈指のブリティッシュ・スチールの一貫製鉄所があり、"Industrial Garden Town"の通称を持つ。リンカンシャーでは、グリムスビー、リンカンに次ぐ第3の都市である。
1086年のドゥームズデイ・ブックには、"Escumetorp"と記述されている。古ノルド語で「Skumaの屋敷」を意味するこの屋敷は、現在のマーケット・ヒルに近い町の中心部にあったと考えられている。

## スポーツ
- スカンソープ・ユナイテッドFC

## 出身人物
- ロイ・アックス - カーデザイナー
- ハワード・ディヴォート - ミュージシャン

## 姉妹都市
- フランス クラマール
- ドイツ リューネブルク
- ポーランド オストロビエツ・シフィエントクシスキ